# Rodrigue Moundounga
Rodrigue Moundounga (Libreville, 28 agosto 1982) è un ex calciatore gabonese di ruolo centrocampista.

## Carriera

### Club
Ha giocato l'intera carriera tra Gabon e Tunisia.

### Nazionale
Ha esordito con la nazionale gabonese nel 2001, collezionando 56 presenze in 11 anni e partecipando alla Coppa d'Africa 2010 e alla Coppa d'Africa 2012.